# پتی کلر
پتی کلر (متولد ۳ مارس ۱۹۷۶) یک هنرپیشه انگلیسی است که بیشتر برای بازی در نقش مری تیلور در سریال آی‌تی‌وی خیابان کورونیشن از سال ۲۰۰۸ شناخته شده است. او سه بار برنده جایزه صابون بریتانیایی برای بهترین اجرای کمدی (۲۰۱۱، ۲۰۱۳ و ۲۰۱۶) شده است.
کلر در منچستر به دنیا آمد.

## فیلم‌شناسی
| سال        | عنوان                           | نقش              | یادداشت                        |
| ---------- | ------------------------------- | ---------------- | ------------------------------ |
| ۱۹۹۷       | عجیب اما واقعی؟                 | بازیگران بازسازی | قسمت: "The Galway Poltergeist" |
| ۲۰۰۷       | دراکولای جوان                   | پرستار           | قسمت: "بی خوابی"               |
| ۲۰۰۸       | مشعل                            | روت              | قسمت: " گوشت "                 |
| ۲۰۰۸–اکنون | خیابان تاج گذاری                | مری تیلور        | سریال معمولی                   |
| ۲۰۰۹       | قربانی ۱۹۰۹                     | خانم پالمر       | سری ۱: قسمت ۴                  |
| ۲۰۱۰       | پزشکان                          | جرالدین باک      | قسمت: "چشمان باز"              |
| ۲۰۱۰       | خیابان تاج گذاری: داستان شوالیه | مری تیلور        | فیلم اسپین آف خیابان تاج گذاری |